# Marian Dębogórski
Marian Dębogórski (ur. 14 marca 1922 w Feliksówce koło Radziechowa, obecnie na Ukrainie, zm. 26 lipca 2013 w Warszawie) – polski działacz partyjny i państwowy, prawnik, podsekretarz stanu w Ministerstwie Przemysłu Spożywczego i Skupu (1971–1980).

## Życiorys
Syn Juliana i Anny. Walczył w 1 Dywizji Grenadierów Wojska Polskiego we Francji, uczestnicząc w kampanii francuskiej z 1940. Awansowany do stopnia podporucznika. Od 1940 referent w Fabryce Cygar w Krakowie, następnie od 1945 do 1949 szef oddziału w wytwórni papierosów Polskiego Monopolu Tytoniowego w Krakowie. W 1945 zdał maturę w Liceum Humanistycznym w Krakowie, zaś w 1949 ukończył studia prawnicze na Uniwersytecie Jagiellońskim. Od 1945 członek Polskiej Partii Socjalistycznej, od 1948 w szeregach Polskiej Zjednoczonej Partii Robotniczej (był m.in. członkiem egzekutywy POP PZPR przy Ministerstwie Przemysłu Rolnego i Spożywczego).
W 1949 zatrudniony w Dyrekcji Polskiego Monopolu Tytoniowego w Warszawie, gdzie awansował na stanowiska naczelnika wydziału płac. Od 1951 był wicedyrektorem Departamentu Zatrudnienia i Płac, a od 1955 do 1956 dyrektorem Departamentu Organizacji w Ministerstwie Przemysłu Rolnego i Spożywczego. W latach 1956–1958 kierował Centralnym Zarządem Przemysłu Tytoniowego, potem do 1963 Zjednoczeniem Przemysłu Tytoniowego. Pełnił funkcje dyrektora Zjednoczenia Budowy i Montażu Maszyn Przemysłu Spożywczego „Spomasz” (1963–1966) i dyrektora naczelnego Zjednoczenia Przemysłu Cukrowniczego (1966–1969). Od października 1969 do maja 1980 zajmował stanowisko podsekretarza stanu w Ministerstwie Przemysłu Spożywczego i Skupu.
5 sierpnia 2013 został pochowany na Cmentarzu Wojskowym na Powązkach.

## Odznaczenia
Kawaler Legii Honorowej (2012). Odznaczony także Srebrnym Krzyżem Zasługi (1954) i Medalem 10-lecia Polski Ludowej (1955).